# ياسر القحطاني (لاعب كرة قدم مواليد 1991)
ياسر القحطاني ( 11 ديسمبر 1991- ) لاعب كرة قدم سعودي ، يلعب في مركز الدفاع .
كانت بداياته مع نادي المصيف و انتقل إلى نادي الاتفاق في عام 2013 و بعدها انتقل إلى نادي ضمك في عام 2014 .